# Paquet congo

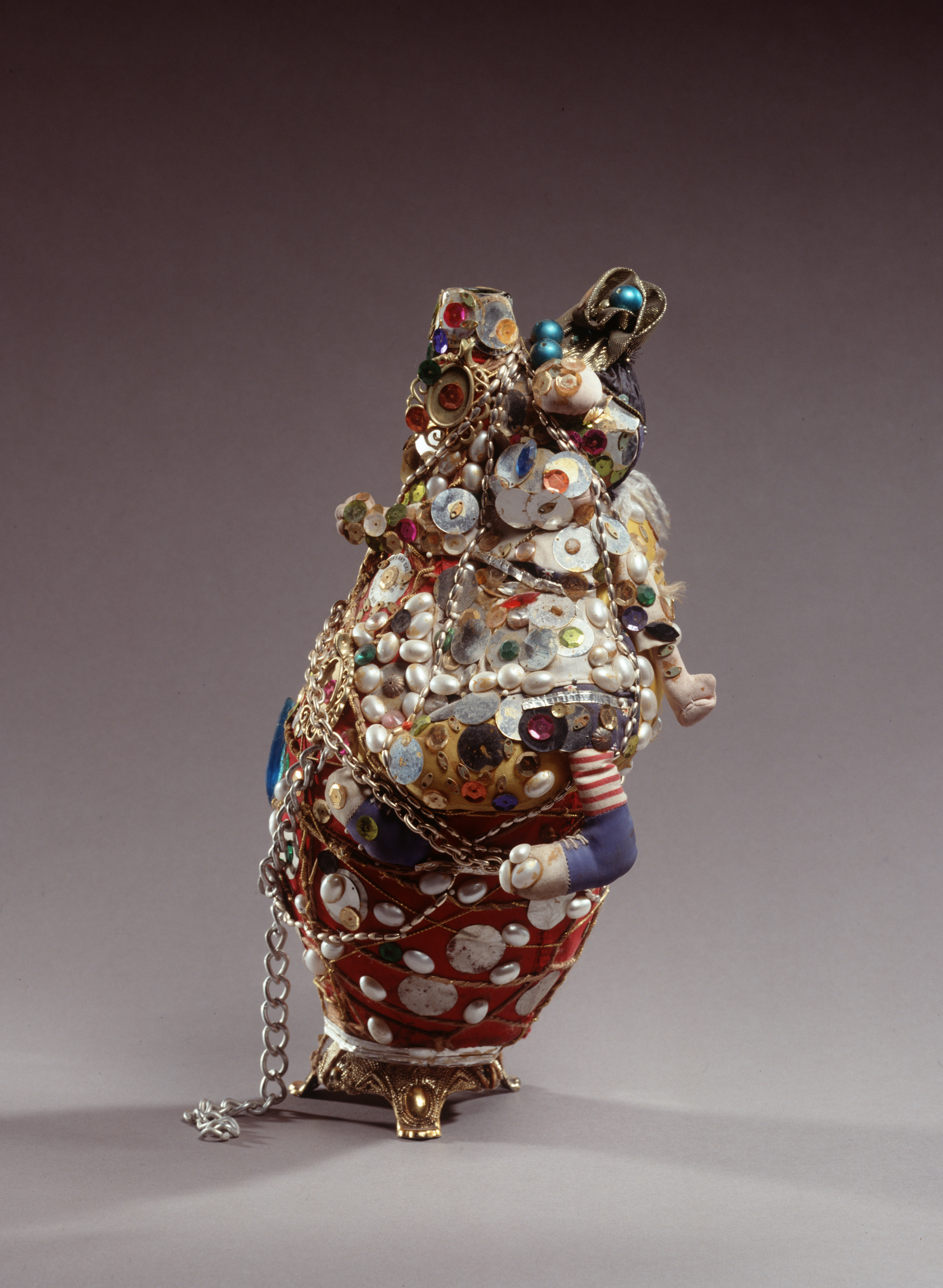
Paquet congo creat per Pierrot Barra, Nationaal Museum van Wereldculturen

El paquet congo (en crioll haitià Paket kongo), són objectes espirituals haitians creats de manera cerimonial pels sacerdots i sacerdotesses vodú (houngans i mambos). El seu nom ve de l'antic regne del Congo, a l'Àfrica, on s'han trobat objectes similars anomenats nikisi wambi (si bé els nikisi congolesos usen materials diferents dels del paquet haitià).
Un paquet és una col·lecció d'ingredients màgics, com herbes, terra o materials vegetals, embolicats en tela (per a mantenir la màgia dins) i decorats amb plomes, cintes i lluentons. Els colors i ingredients són els adequats per al loa específic al que es vol vincular.
Es considedera que el paquet congo té el poder de crear el seu propi tipus de "calor" o "espira" per a activar al loa. Són, doncs, objectes poderoses i solen mantenir-se en els altars i fer-se servir en cerimònies de diferents tipus (com la curació o la riquesa). També es fan servir com a amulets protectors, ja sigui per les llars o a nivell personal.